# トーマス・ストローブル
トーマス・ストローブル（ドイツ語: Thomas Strobl、 1960年3月17日 - ）は、ドイツの政治家。バーデン＝ヴュルテンベルク州内務相兼副首相。
2011年にドイツキリスト教民主同盟・バーデン＝ヴュルテンベルク州支部代表に就任、2012年12月からキリスト教民主同盟（CDU）の5人いる副党首の1人である。2014年1月13日、バーデン＝ヴュルテンベルク州議会キリスト教民主同盟（CDU）議員団副代表に就任。2016年6月にドイツ連邦議会議員を辞職。2016年3月の州議会選挙後、キリスト教民主同盟（CDU）と同盟90/緑の党の「黒緑連立」が成立。2016年5月12日、バーデン＝ヴュルテンベルク州内務相兼副首相に就任。ストローブルは緑の党のヴィンフリート・クレッチュマン州首相を閣僚として支えている。

## 来歴

### 学歴、職歴
1979年、ハイルブロンの「ロベルト＝マイヤー＝ギムナジウム」で卒業資格試験アビトゥーアに合格。その後ハイデルベルク大学に入学し法学を専攻し、1985年に第一次司法試験に合格し大学を終了。司法修習後の1988年第二次司法試験を受け、ハイデルベルク大学の研究助手に就任、その後バーデン＝ヴュルテンベルク州議会補佐官に従事。1996年からハイルブロンで弁護士を開業。

### 党歴
ギムナジウム在学中の16歳の時、同じような考えの仲間と共に民主主義研究サークルを設立し初めて政治活動に参加する。1976年、CDU青年部（Junge Union）に加入し、1977年には入党。1995年から2005年までCDUハイルブロン郡支部代表、2001年より、CDU北ヴュルテンベルク地区支部副代表に就任。
2005年4月29日、CDUバーデン＝ヴュルテンベルク州支部幹事長に就任。この職務において彼はCDU歌曲集企画の責任者になった。彼は歌曲集の小冊子にナチス時代の軍歌パンツァー・リートを採用したため、当時のバーデン＝ヴュルテンベルク州首相兼州CDU代表であったギュンター・エッティンガーは凄まじい抗議にさらされた。
2008年5月28日からCDUドイツ経済、金融、財政政策に関する連邦専門委員会委員長に就いている。
2011年3月27日、ドイツキリスト教民主同盟（CDU）は自由民主党（FDP）と共に与党としてバーデン＝ヴュルテンベルク州議会選挙に臨んだが、過半数を獲得できず敗れた。2011年4月21日の段階で、ストローブルは2011年7月23日に開催される予定になっていたドイツキリスト教民主同盟・バーデン＝ヴュルテンベルク州支部党大会においてシュテファン・マップス州代表の後継候補に立候補することを表明した。 
マップスは2011年3月の州議会選挙の結果、CDU州政権の維持に失敗し辞任を表明していたからである
。その後、ストローブルの立候補は党内において全員の賛成を得られなかった。
2011年6月27日にアーレン出身のヴィンフリート・マックもドイツキリスト教民主同盟・バーデン＝ヴュルテンベルク州支部代表に立候補表明した。
州代表選挙に際してストローブルは63,6%の支持票を獲得、対立候補のマックは36,4%の支持票に終わり、ストローブルが州代表選挙に勝利した。2014年、ストローブルは2016年におこなわれるバーデン＝ヴュルテンベルク州議会選挙におけるキリスト教民主同盟（CDU）州首相候補に立候補したが、党員投票での支持票が44.1%で、55.9%を得たギド・ヴォルフ（州議会議長）に敗れた。

### 議員歴
1989年以降、ストローブルは彼の出身地ハイルブロンの市議会議員になり、1997年から2003年までCDU議員団長になった。1994年から、ハイルブロン＝フランケン地域連合連合支部に属し、それ以来CDU議員団長になる。
1998年からストローブルはドイツ連邦議会議員。2002年から2005年まで議員免責特権、議院規則関係委員会の副委員長。2005年11月以降はその委員会委員長に就任。17会期（2009–2013）以来、彼はドイツ連邦議会の補佐機関である長老協議会の成員であり、キリスト教民主同盟バーデン＝ヴュルテンベルク州出身議員団長、その上仲裁委員会の委員長に四半期ごとに連邦参議院の代表であるイエンス・ベーレンセンと交代して就いている。
ストローブルは常にドイツ連邦議会におけるハイルブロン選挙区直接投票議員に選ばれている。2009年ドイツ連邦議会選挙に際して彼は第1回投票で44.2%を得ている。

## 人物

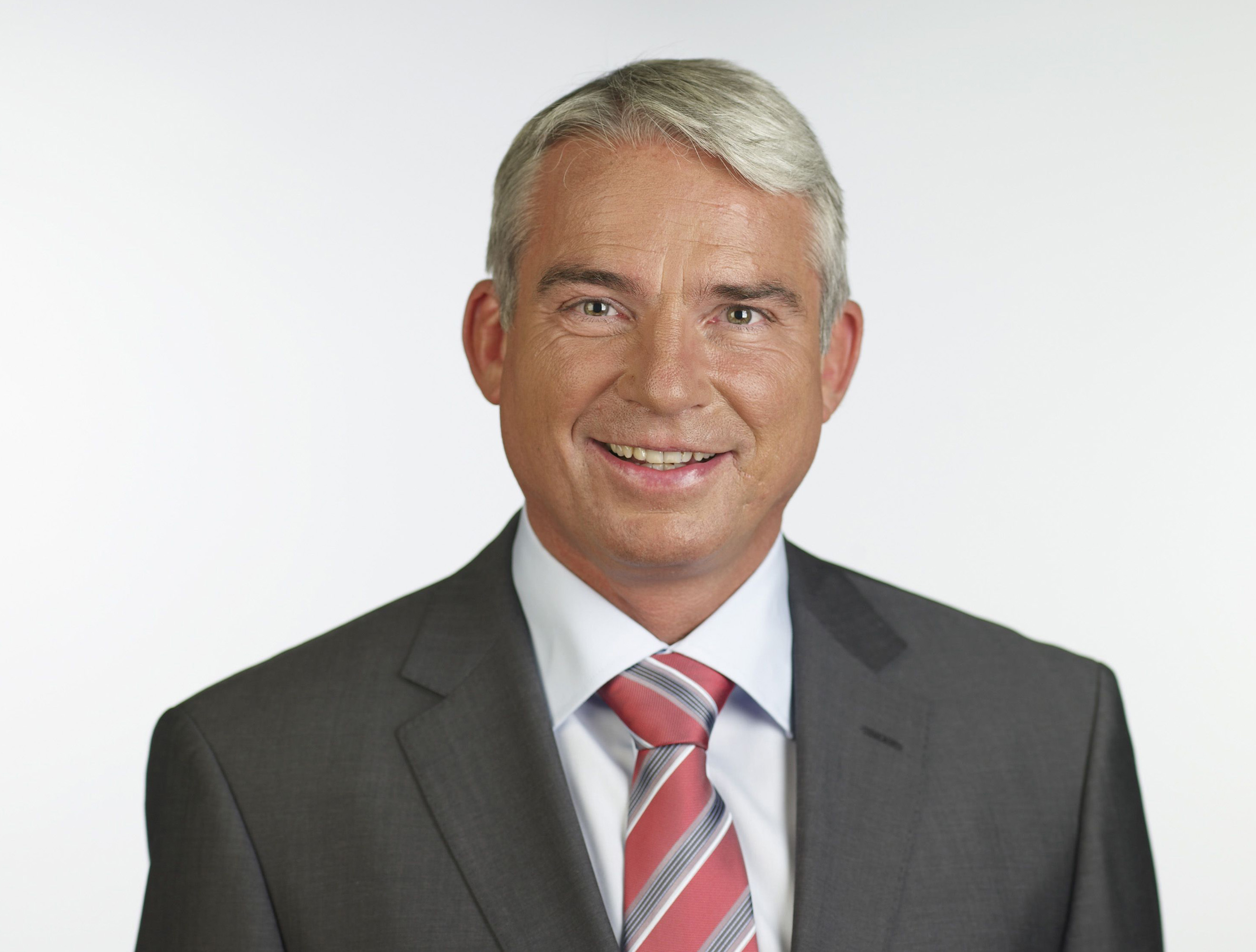
トーマス・ストローブル (2010)

ストローブルは福音主義の信仰者であり、キリスト教信仰の重要性を強調している。
1996年以降、彼は法律家クリスチアーネ・ストローブルと結婚している。彼女はCDUの政治家で財務相ヴォルフガング・ショイブレの長女であり、
ドイツ公共放送連盟（ARD）の関連会社Degeto Filmの社長でもある。
それ以前に、彼女は南西ドイツ放送（SWR）に2007年から2011年まで子供と家族向け番組制作局長、2011年から2012年までフイルムと家族向け番組制作局長に就任していた
彼女はバーデン＝ヴュルテンベルク州のキリスト教民主同盟幹部の家族関係者であり、彼女自身も党籍を有しているため、制作局長への彼女の登用は批判を受けた。

## 政治姿勢

### シュトゥットガルト 21
ストローブルはドイツ鉄道駅改良プロジェクト「シュトゥットガルト 21」の支持者である。彼はこのプロジェクトへの反対者で俳優兼プロデューサーヴァルター・シトラーを民主主義の理解が足りない人物だと批判し、シトラーの父親はかつて国家社会主義ドイツ労働者党党員だったので、民主主義のプロセスに参加出来ない人物であると見なした。ストローブルが家族としてナチズムへの連帯責任を語ったことは、その後マスメディアで批判された 。
メールマガジンにストローブルはシトラーの写真を公表し、彼の父親はヨーゼフ・ゲッベルスの所管する国民啓蒙・宣伝省で働いていたナチ党幹部だったという主張を添え、ヴァルター・シトラーは「シュトゥットガルト 21」反対運動のプロパガンダ扇動者だと決めつけていた  
シトラーに関するストローブルの発言後、シトラーの父親は党幹部ではなく、一般党員に過ぎず国民啓蒙・宣伝省にも在籍していなく、外務省で働いていたことが判明した。
謝罪要求を受けてストローブルはナチスに関係させた直喩表現に関して結局釈明した 。シトラーはストローブルの謝罪を受け入れた。しかし、ドイツ社会民主党（SPD）連邦議会議員団が「シュトゥットガルト 21」に関する仲裁委員会委員長にはもはや値しない人物と見なし、辞任を求めた。

## その他組織への参加
ストローブルはハイデルベルク大学にある学生組合(アルト・ライプツィヒ同郷人組合・アフラニア)のメンバーである。ハイデルベルク大学は彼の出身大学である。